# Contea di Lonoke
La contea di Lonoke, in inglese Lonoke County, è una contea dello Stato dell'Arkansas, negli Stati Uniti. La popolazione al censimento del 2000 era di 52 828 abitanti. Il capoluogo di contea è Lonoke.

## Storia
La contea di Lonoke fu costituita nel 1873.